# Bioparc Valencia

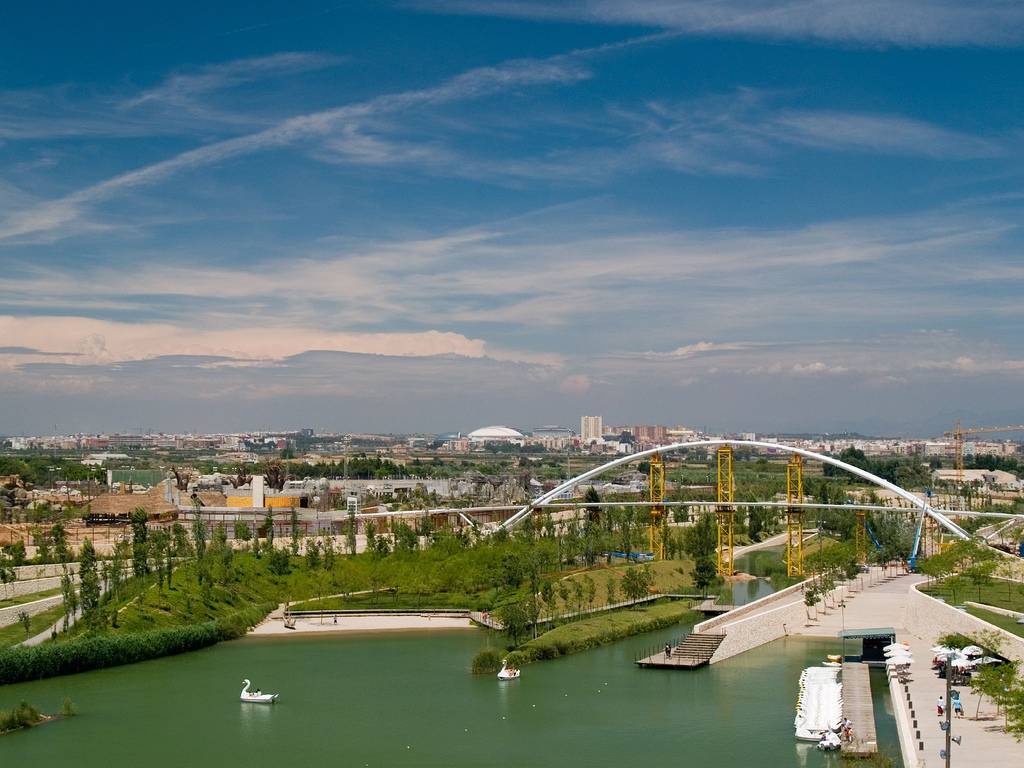
Vista dal Parque de la Cabecera, 2008

Il Bioparc Valencia è un giardino zoologico spagnolo situato alla periferia Nord-ovest della città di Valencia, all'estremità Nord del Jardi del Turia. Ha sostituito, applicando criteri più moderni e didattici, l'antico Zoo de Valencia, chiuso il 31 luglio del 2007 e è stato inaugurato il 27 febbraio del 2008.
Il Bioparc è progettato rifacendosi ai moderni principi della zoo-immersione, in modo da ridurre al minimo l'impatto visivo delle barriere che dividono i visitatori e gli animali, dando spesso la sensazione di trovarsi direttamente al cospetto degli animali che si stanno osservando, quasi che il visitatore entri lui stesso nell'habitat dell'animale. In vari casi, ci si trova anche al di sotto del pelo dell'acqua e si possono osservare gli animali acquatici anche attraverso le ampie vetrate che delimitano le enormi vasche.
Fin dall'inizio ospita più di 4.000 animali di 250 specie differenti del continente africano, si estende su una superficie di 100.000 metri quadrati, dove sono riprodotti vari habitat dell'Africa: savana secca, savana umida, foresta equatoriale e Madagascar in grandi spazi che riproducono l'ambiente in cui ogni specie normalmente vive.
Il 14 gennaio del 2013 è nato il primo oritteropo della Spagna.

## Conservazione
Collabora con la Associazione Europea degli Zoo e degli Acquari (EAZA) in vari progetti di conservazione (Programma Europeo delle Specie in Pericolo-EEP e European StudBook-ESB)

## Specie e installazioni
Le installazioni nascondono alla vista, in maniera molto efficace, le barriere che contengono gli animali, costituite da fossati, corsi d'acqua o vetrate rinforzate.
Gli ambienti ricostruiti sono popolati con vegetazione originale di ciascuna area, vegetazione locale e in qualche caso anche riproduzioni artificiali di baobab, inframezzate con grandi rocce, grotte.
All'interno del Bioparc, si trova un anfiteatro all'aria aperta, con capienza di circa 1.000 persone, dove giornalmente si realizzano spettacoli con uccelli e mammiferi che dimostrano la capacità di apprendimento delle varie specie.

### I corsi d'acqua
All'interno del Bioparc sono stati disegnati numerosi corsi d'acqua dove nuotano centinaia di pesci.
- Carpa (Cyprinus carpio)
- Carpa erbivora (Ctenopharyngodon idella)
- Ido (Leuciscus idus)
- Storione comune (Acipenser sturio)

### Madagascar

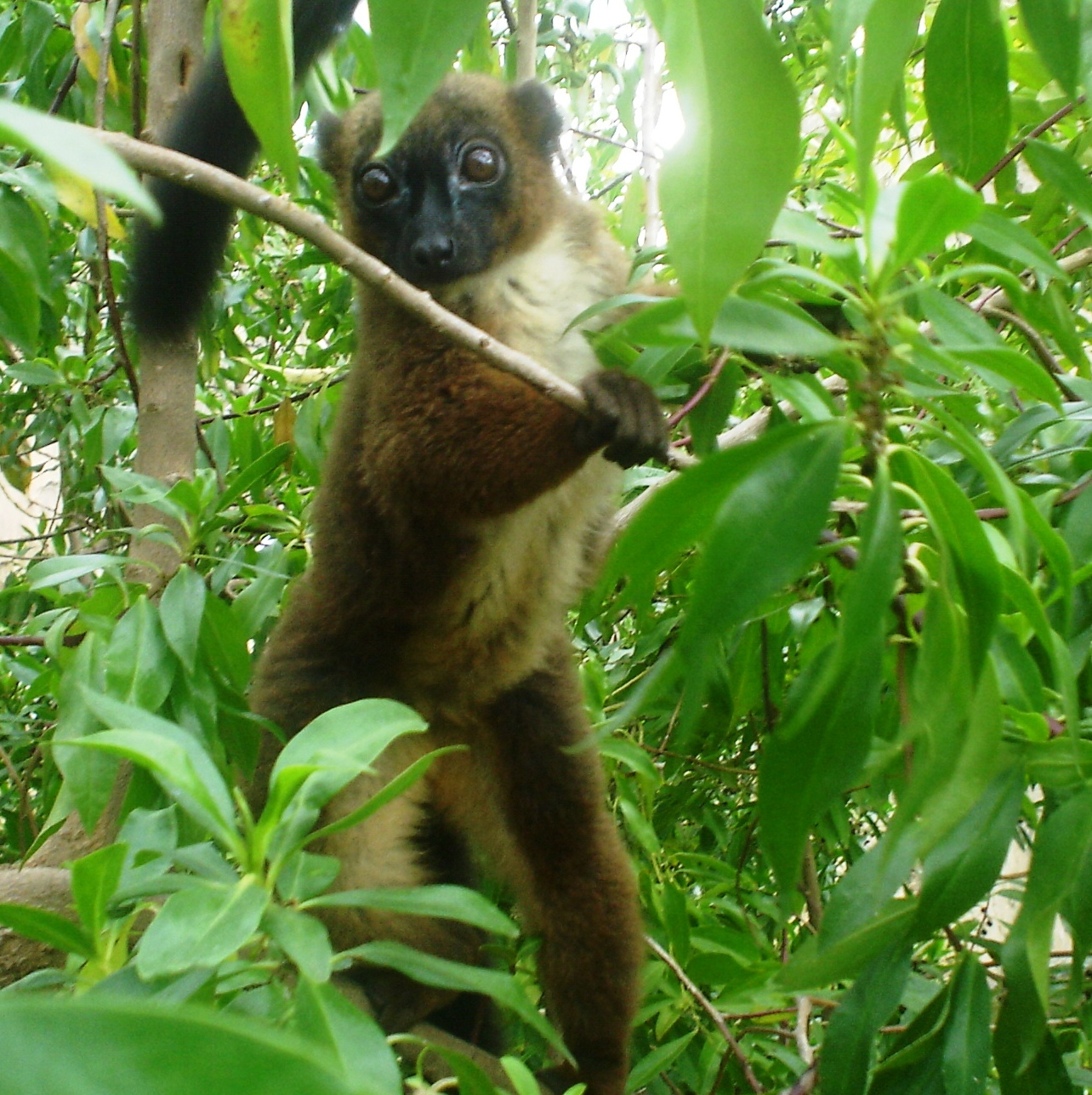
Lemure fra gli arbusti

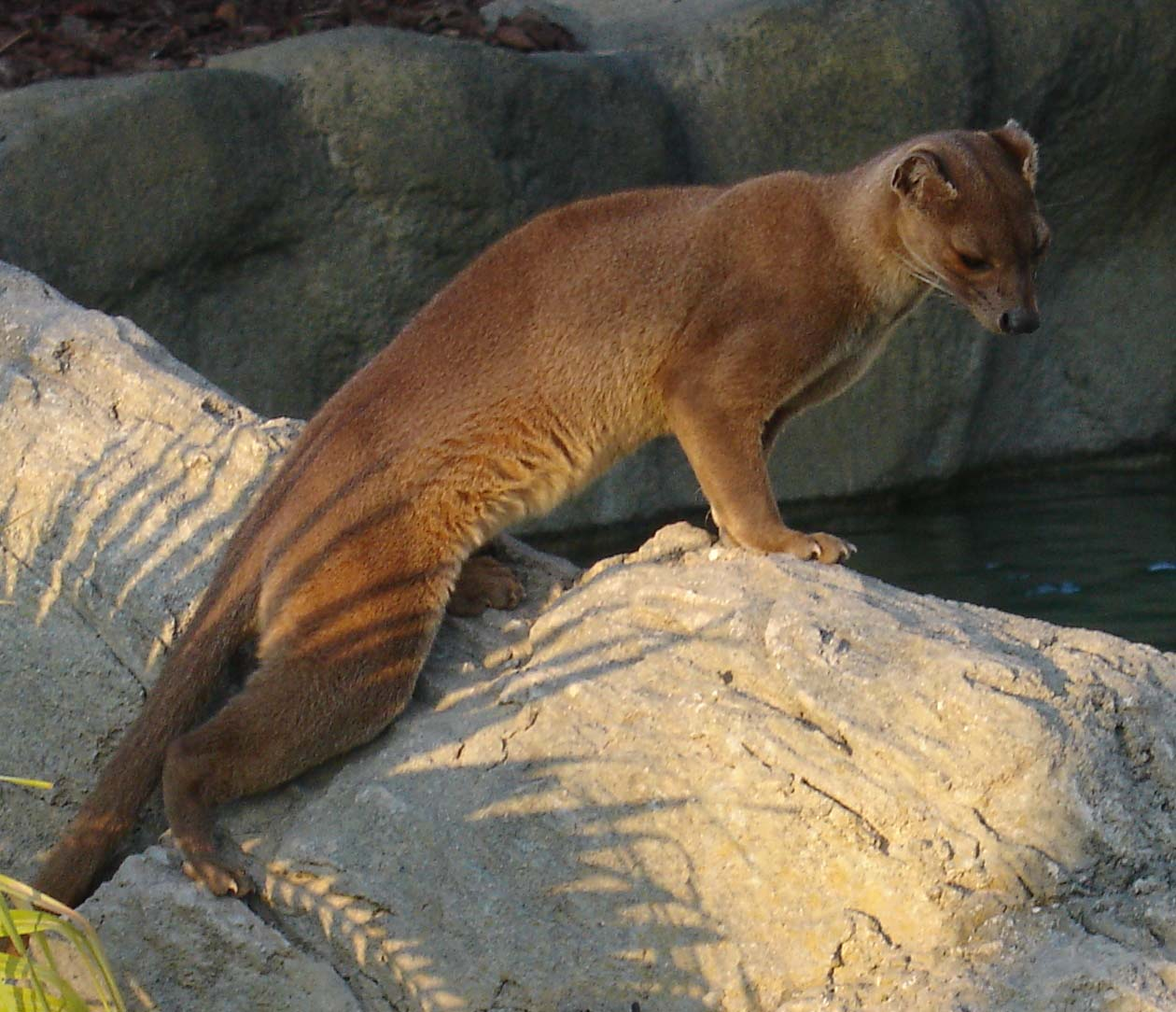
Fossa

L'isola del Madagascar è riprodotta su un'isoletta interna al Bioparc, con tre ambienti distinti, uno dove si trovano i Lemuri, uno dove si trova il fossa e uno dove si trovano i fenicotteri; oltre a questi, esiste una piccola sala di esposizioni dove si introduce la particolarità della biodiversità malgascia.
Il recinto dei Lèmuri contiene le seguenti specie:
- Apalemure del lago Alotra (Hapalemur alaotrensis) EEP
- Lemure mongoz (Eulemur mongoz) EEP
- Lemure dal ventre rosso (Eulemur rubriventer)
- Lemure dalla fronte rossa (Eulemur rufus) ESB
- Lemure catta Lemur catta) ESB
- Vari variegato (Varecia variegata variegata) EEP
- Vari rosso (Varecia rubra) EEP
- Faraona crestata (Guttera pucherani)
- Tantalo beccogiallo (Mycteria ibis) ESB

In un altro recinto si trova un gruppo di uccelli acquatici.
- Alzàvola ottentotta (Anas hottentota)
- Germano di Meller (Anas melleri) EEP
- Tantalo beccogiallo (Mycteria ibis) ESB
- Fenicottero rosa (Phoenicopterus roseus)

Un terzo recinto ospita una coppia di fossa, predatore naturale dei lemuri.
- Fossa (Cryptoprocta ferox) EEP

### Foresta equatoriale

#### Tronco cavo
La zona della foresta inizia con la riproduzione di un tronco cavo abbattuto Al suo interno, si trovano una grande quantità di terrari, con varie specie di rettili e invertebrati.
- Geco africano a coda grassa (Hemitheconyx caudicinctus)
- Pitone di Seba (Python sebae)
- Pitone reale (Python regius)
- Boa di Dumeril (Acantrophis dumerilii)
- Geco diurno del Madagascar (Phelsuma madagascariensis')
- Coccodrillo nano (Osteolaemus tetraspis) ESB
- Testuggine leopardo (Stigmochelys pardalis)

#### Delta del fiume Niger
All'uscita del tronco, un boschetto fluviale introduce il delta del fiume Niger.
Ci sono due zone, una con le lontre e l'altra con i sitatunga, gli ippopotami pigmei, le scimmie e alcuni uccelli acquatici.
- Germano nero africano (Anas sparsa)
- Oca egiziana (Alopochen aegyptiacus)
- Cercopiteco nano del Sud (Miopithecus talapoin) EEP
- Cercopiteco mona (Cercopithecus mona)
- Cercopiteco di Brazzà (Cercopithecus neglectus) ESB
- Drillo (Mandrillus leucophaeus) EEP
- Lontra dalla gola macchiata (Hydrictis maculicollis)
- Ippopotamo pigmeo (Hexaprotodon liberiensis) EEP
- Sitatunga (Tragelaphus spekii) ESB

#### Foresta di montagna

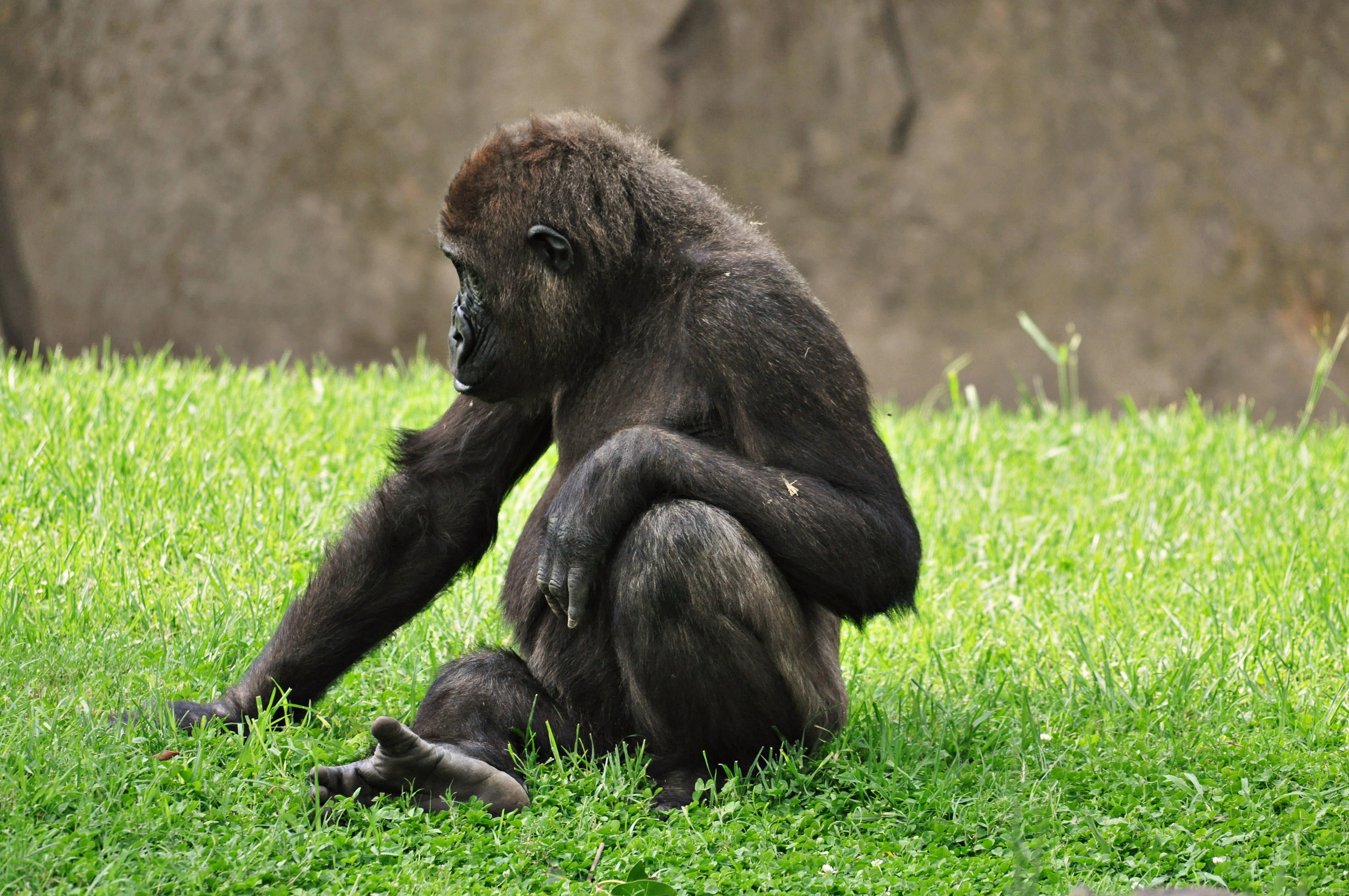
Scimpanzé

Tre recinti riproducono una foresta di montagna dell'Etiopia. Nel primo recinto si possono osservare i bongo e due specie di cefalofo. Un tronco cavo separa l'ambiente dagli altri due recinti, uno con i leopardi e l'altro con gli scimpanzé.
I leopardi sono tre, un esemplare nero chiamato Mamba, e due leopardi dello Sri Lanka, del programma EEP per la riproduzione delle specie in pericolo. Gli scimpanzé sono divisi in due gruppi, dall'antico zoo de Viveros e del Bioparc Fuengirola. Il 10 dicembre 2024 è stato accolto un maschio di bongo orientale di un anno proveniente dallo zoo di Dvur Kralove (Repubblica ceca). Il 21 marzo 2025 Inés, una femmina di leopardo dello Sri Lanka e arrivata al Bioparc Valencia nel 2007 dal Burger's Zoo (Arnhem, Paesi Bassi), si è spenta all'età di 18 anni.
- Gru pavonina (Balearica pavonina) ESB
- Scimpanzé dell'Africa centrale (Pan troglodytes troglodytes) ESB
- Leopardo dello Sri Lanka (Panthera pardus kotiya) EEP
- Cefalofo dai fianchi rossi (Cephalophus rufilatus)
- Cefalofo orientale del Natal (Cephalophus natalensis)
- Bongo (Tragelaphus eurycerus isaaci) EEP

#### Radure del Congo

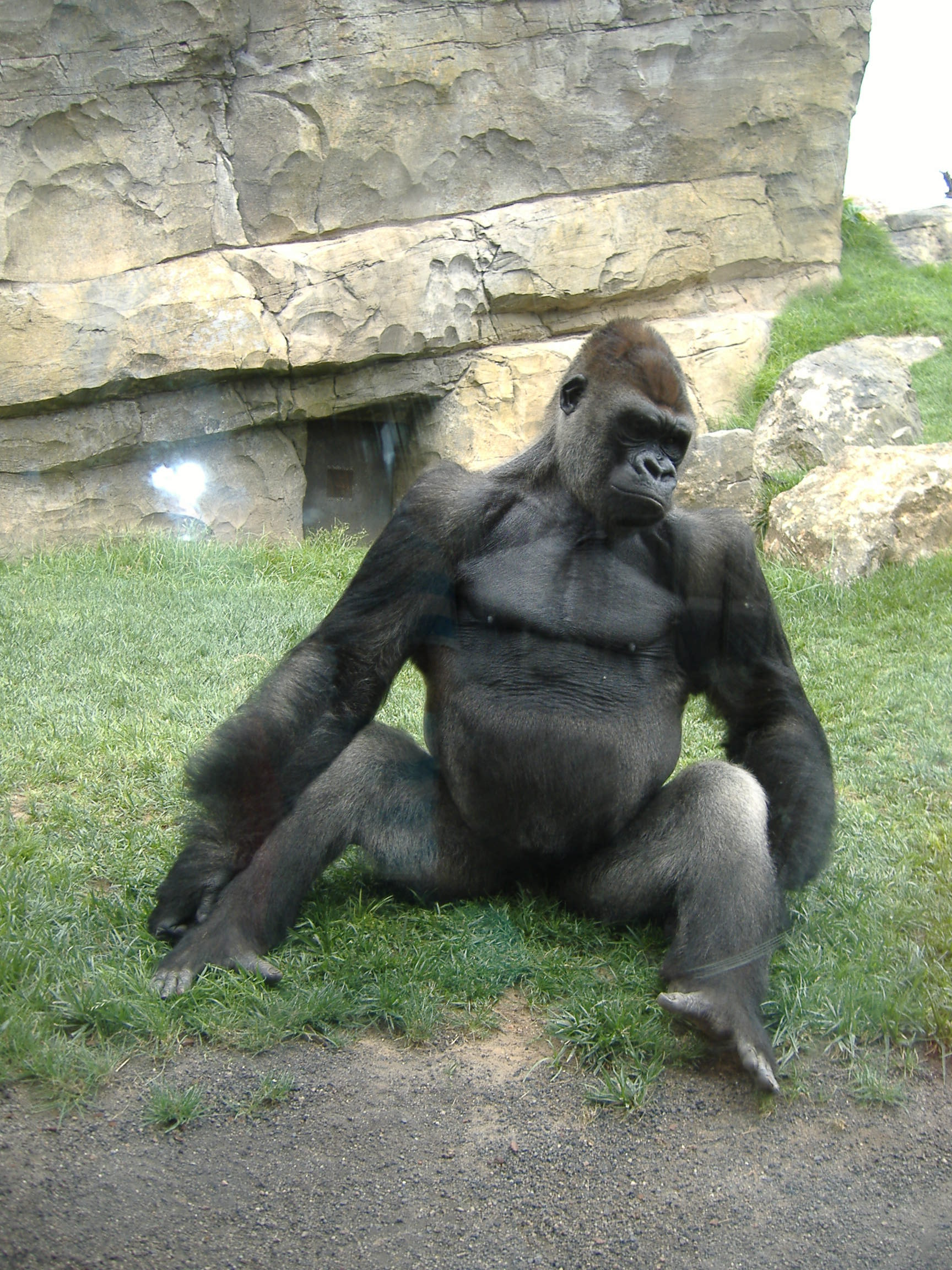
Maschio di gorilla

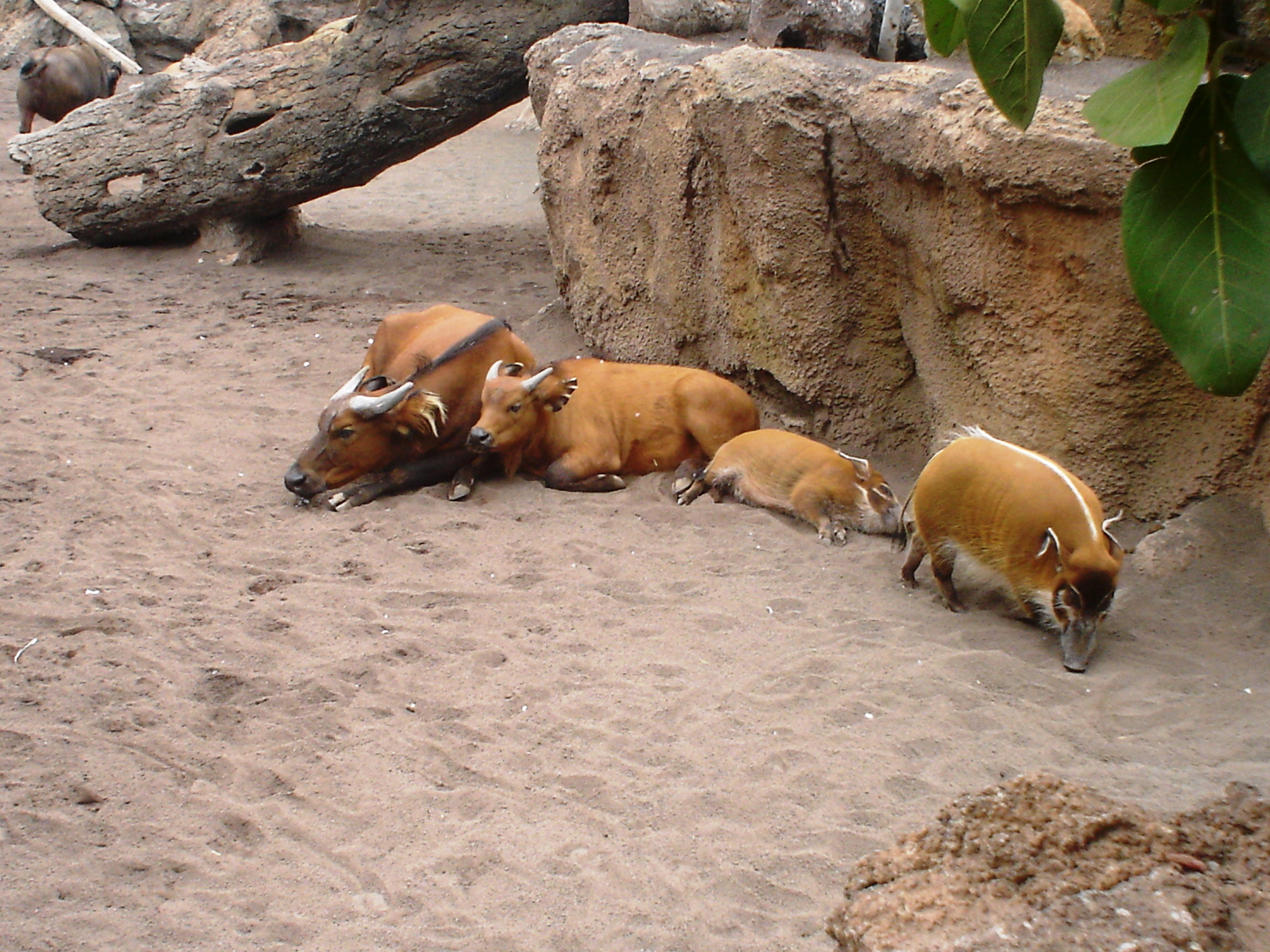
Potamocheri e bufali rossi

I bais (radure) sono zone dell'Africa dove i grandi animali della selva accorrono alla ricerca dei sali imprescindibili per il loro normale metabolismo. L'installazione è formata da tre recinti separati da una zona non visibile al pubblico dove possono comunque accedere i gorilla. In un pannello illustrativo, si presenta la campagna EAZA 2011 per le grandi scimmie.
Ci sono due gruppi di gorilla, uno di maschi singoli, e l'altro di riproduttori, ciascuno in una zona distinta. Il gruppo di singoli condivide lo spazio con i cercopitechi di Brazzà, mentre il riproduttore si trova con i sitatunga, i cercopitechi nani del Nord, i cercocebi mori e gli uccelli.
Sopra il tronco, i gorilla possono muoversi al di sopra del pubblico, per poter vedere la terza radura, dove si trovano i potamocheri, i bufali e i pellicani, separati da un corso d'acqua dai gorilla.
- Casarca del Sudafrica (Tadorna cana)
- Pellicano bianco (Pelecanus onocrotalus)
- Bucorvo d'Abissinia (Bucorvus abyssinicus) ESB
- Cercocebo moro (Cercocebus atys lunulatus) EEP
- Cercopiteco nano del Nord (Miopithecus ogouensis) EEP
- Cercopiteco di Hamlyn (Cercopithecus hamlyni) EEP
- Cercopiteco di Brazzà (Cercopithecus neglectus) ESB
- Gorilla di pianura occidentale (Gorilla gorilla gorilla) EEP
- Potamochero (Potamochoerus porcus) EEP
- Bufalo rosso (Syncerus caffer nanus) ESB
- Sitatunga (Tragelaphus spekii) ESB

### Aree umide

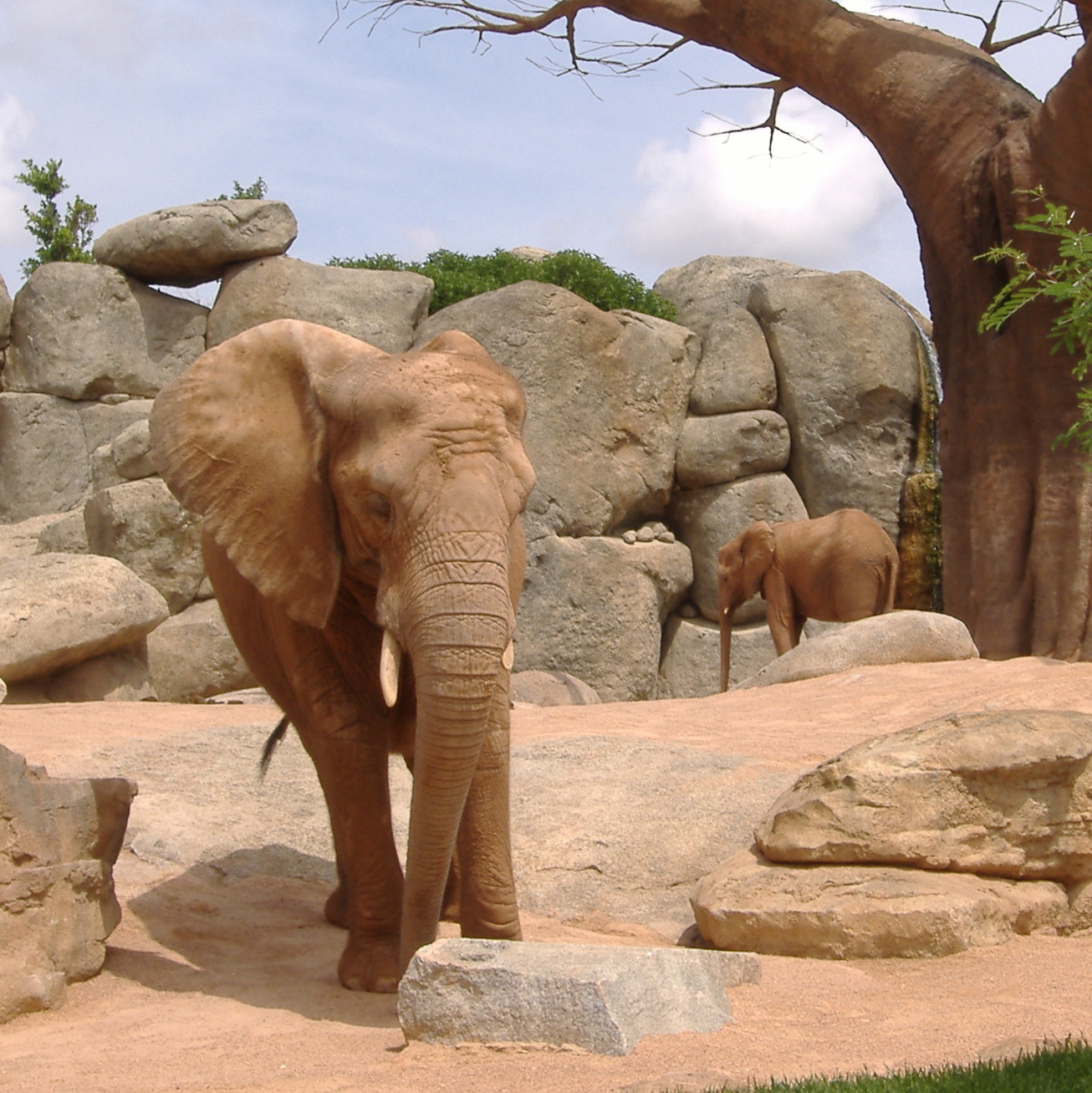
Elefanti africani

Una ricostruzione della grotta di Kitum rappresenta gli ambienti umidi africani.
All'entrata della grotta si trova un recinto con le tartarughe, nella quale sono state riprodotte le tracce degli elefanti che si addentrano in quell'ecosistema per cercare il sale. All'interno della grotta ci sono vasche con pesci africani e tartarughe dal guscio molle e finestre con vista sul recinto degli elefanti, sul Kyoga dell'Uganda con ippopotami e coccodrilli, sui primati del bai che possono accedere a una spiaggetta, di modo che sembrano convivere con i coccodrilli.
Gli ippopotami provengo dall'antico zoo di Viveros; l'installazione permette la visione subacquea. In tutte le vasche, ci sono pesci che si alimentano degli escrementi degli ippopotami.
- Oreochromis squamipinnis
- Nimbochromis venustus
- Aulonocara baenschi
- Aulonocara nyassae
- Tilapia zebrata (Tilapia buttikoferi)
- Tilapia del Mozambico (Oreochromis mossambicus)
- Coccodrillo del Nilo (Crocodylus niloticus)
- Tartaruga dal guscio molle africana (Trionyx triunguis)
- Testuggine africana (Geochelone sulcata)
- Elefante africano (Loxodonta africana) EEP
- Ippopotamo (Hippopotamus amphibius) ESB

#### Lago degli elefanti
In un'altra zona umida, gli elefanti hanno a disposizione un laghetto per bagnarsi, in cui ci sono anche vari uccelli. Il Bioparc Valencia ospita un gruppo di 9 elefanti africani e il 9 novembre 2022 Matla, una delle 6 elefantesse del parco, ha dato alla luce Makena, il primo cucciolo nato a Valencia mentre il 14 marzo 2024 Maja ha dato alla luce Malik, il secondo cucciolo di elefante africano nato dopo una gestazione di 651 giorni. Il 12 giugno dello stesso anno il Bioparc Valencia ha accolto Tooth, un maschio di elefante africano di 31 anni proveniente dal Dierenpark di Ouwehand a  Rhenen (Paesi Bassi).
- Spatola africana (Platalea alba)
- Pellicano grigio (Pelecanus rufescens) EEP
- Elefante africano (Loxodonta africana) EEP

### La savana
L'ultima zona di savana, prima che si realizzi il piano di inaugurare una zona dedicata al Sudamerica e all'Asia, è quella della savana umida: una zona di un ettaro di savana africana ricca di animali, con ricostruzioni dei principali parchi dell'Africa orientale.

#### Savana umida

##### Il palmeto

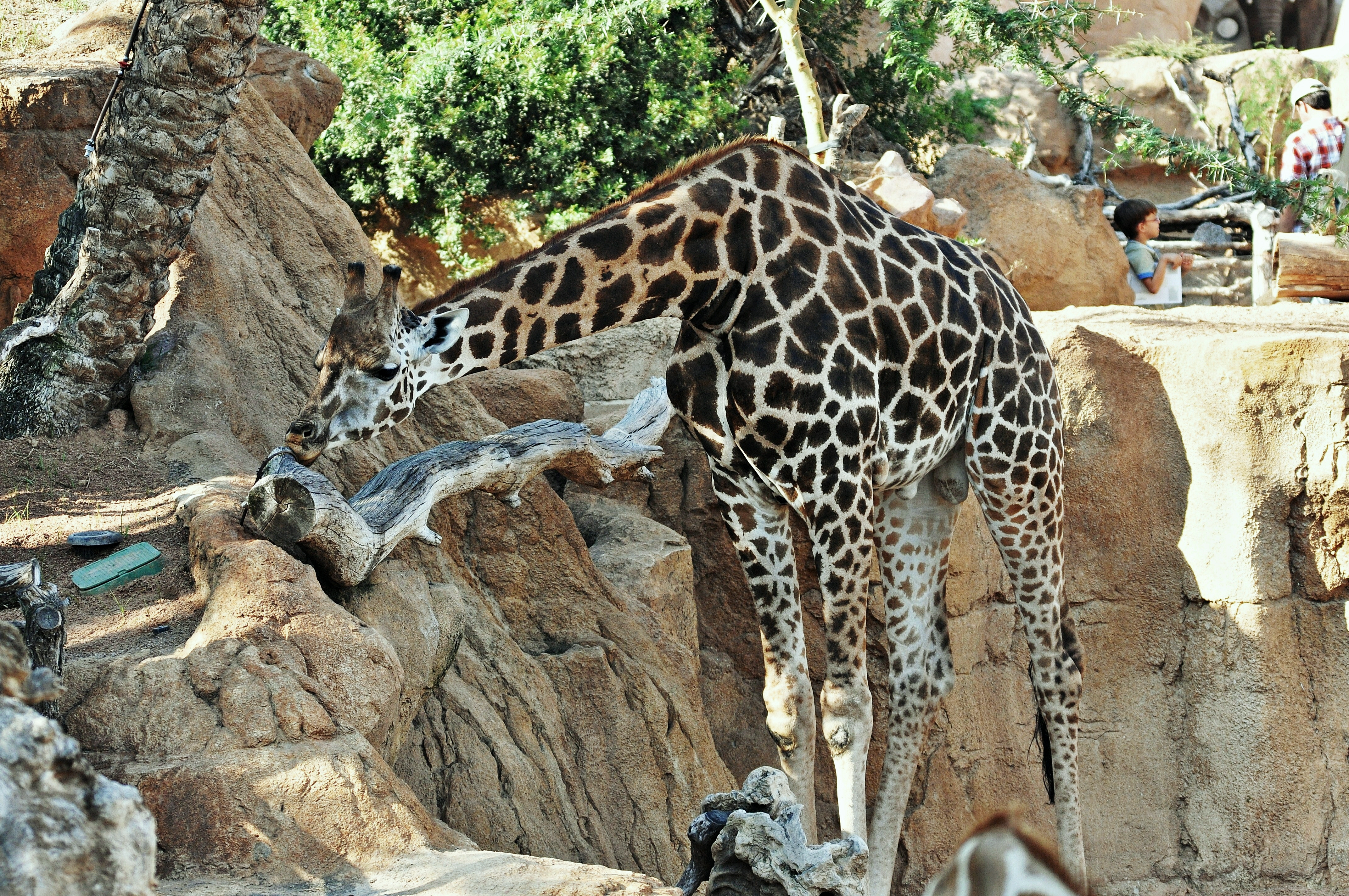
Giraffa

La prima savana è quella delle acacia del palmeto del Kenya: questa zona ospita molte specie di grandi mammiferi e, nei corsi d'acqua, si trovano molti uccelli acquatici. Dal ristorante, si tiene sott'occhio la zona della savana, così come lo specchio d'acqua che vi si trova. Molti degli animali di quest'area provengono dall'antico zoo di Viveros, come le giraffe Che e Danalta, i cobi o le gru coronate. Alcune giraffe, invece sono tra quelle nate alla zoo di Jerez, mentre altre provengono dall'Olanda. Il 18 marzo 2024 Julius, un maschio di giraffa di Rothschild proveniente dalla Danimarca e arrivato al Bioparc Valencia nel 2007, si è spento all'età di 18 anni. Il 10 dicembre dello stesso anno è stato accolto un maschio di impala che si è unito al branco di 5 femmine. Il 27 maggio 2025 ha ricevuto dallo Zoo e giardino botanico di Jerez (Spagna) Sherry, un giovane maschio di giraffa di Rothschild di due anni dove ha già interagito con Zora e Africa, le due femmine di 13 e 19 anni.
- Germano beccogiallo (Anas undulata)
- Fistione turco (Netta rufina)
- Casarca comune (Tadorna ferruginea)
- Oca dalle ali azzurre (Cyanochen cyanopterus)
- Oca dal becco bitorzoluto (Sarkidiornis melanotos)
- Dendrocigna facciabianca (Dendrocygna viduata)
- Dendrocigna fulva (Dendrocygna bicolor)
- Faraona mitrata (Numida meleagris)
- Ibis sacro (Threskiornis aethiopicus)
- Mitteria del Senegal (Ephippiorhynchus senegalensis) ESB
- Gru coronata (Balearica regulorum)
- Bucorvo di Leadbeater (Bucorvus leadbeateri) ESB
- Giraffa di Rothschild (Giraffa camelopardalis rothschildi) EEP
- Cobo (Kobus ellipsiprymnus)
- Impala (Aepyceros melampus)
- Blesbok (Damaliscus pygargus phillipsi) ESB
- Gazzella di Thompson (Eudorcas thomsonii)

##### I boschetti
Nei boschetti si nascondono i Suricati, che scrutano il cielo alla ricerca dei rapaci, e i temerari dik-dik di Kirk.
- Suricato (Suricata suricatta)
- Dik-dik di Kirk (Madoqua kirkii) ESB

##### Foresta di baobab

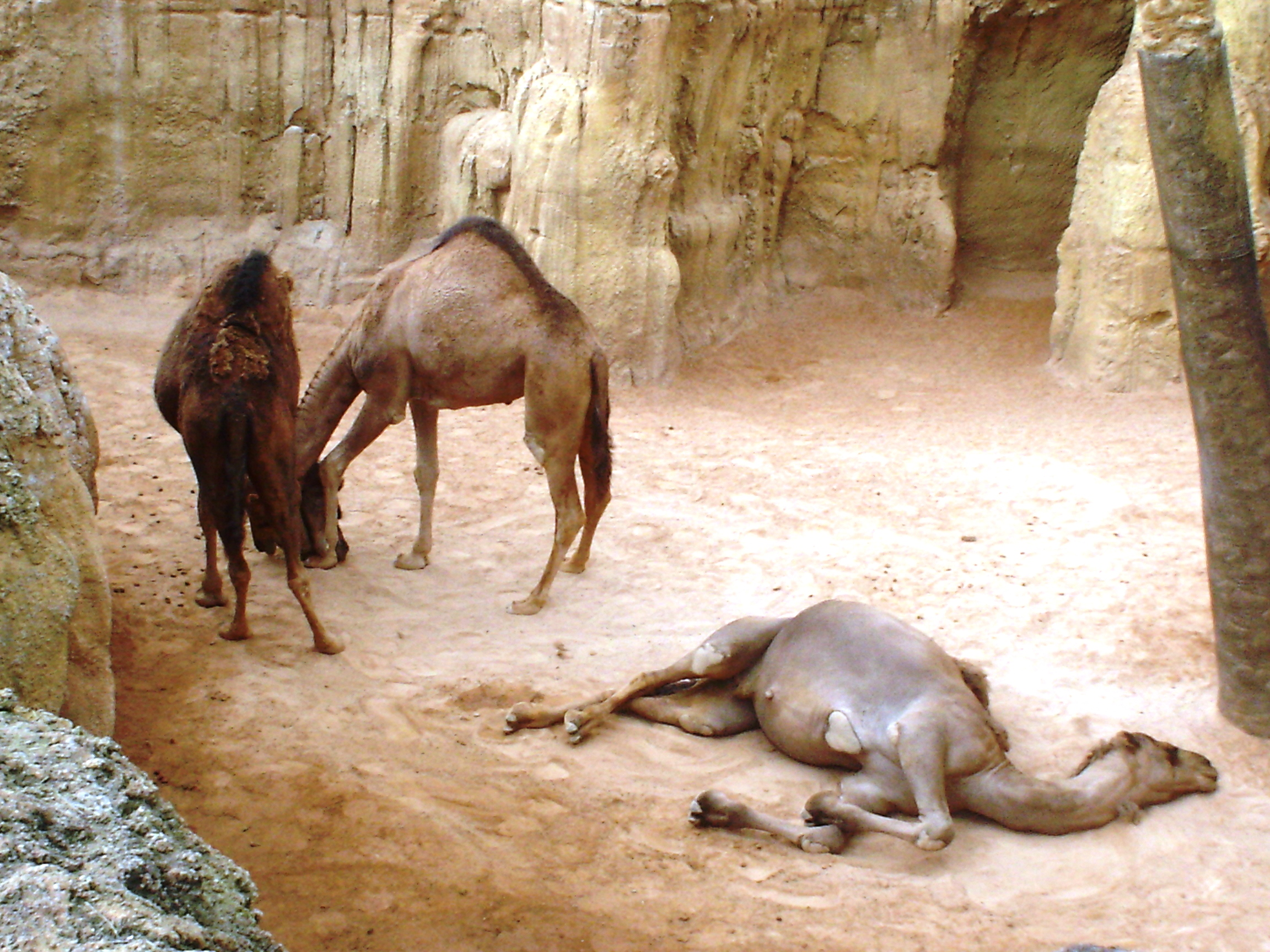
Gruppo di dromedari

Nella foresta di baobab vive un gruppo di dieci elefanti africani, che è probabilmente il gruppo maggiore in Spagna. Il gruppo è formato da Greta e Betty, due elefantesse che sono state portate dallo zoo di Mosca da un cargo cubano dal Sudafrica, ma sono state inviate al Bioparc dato che non erano in buone condizioni, Bully un'elefantessa con il problema di provenire da un circo, un giovane maschio e sei elefantesse inviate dalla Namibia. Oltre agli elefanti, in un'altra installazione si trova un gruppo di dromedari.
- Elefante africano (Loxodonta africana) EEP
- Dromedario (Camelus dromedarius)

##### Kopje

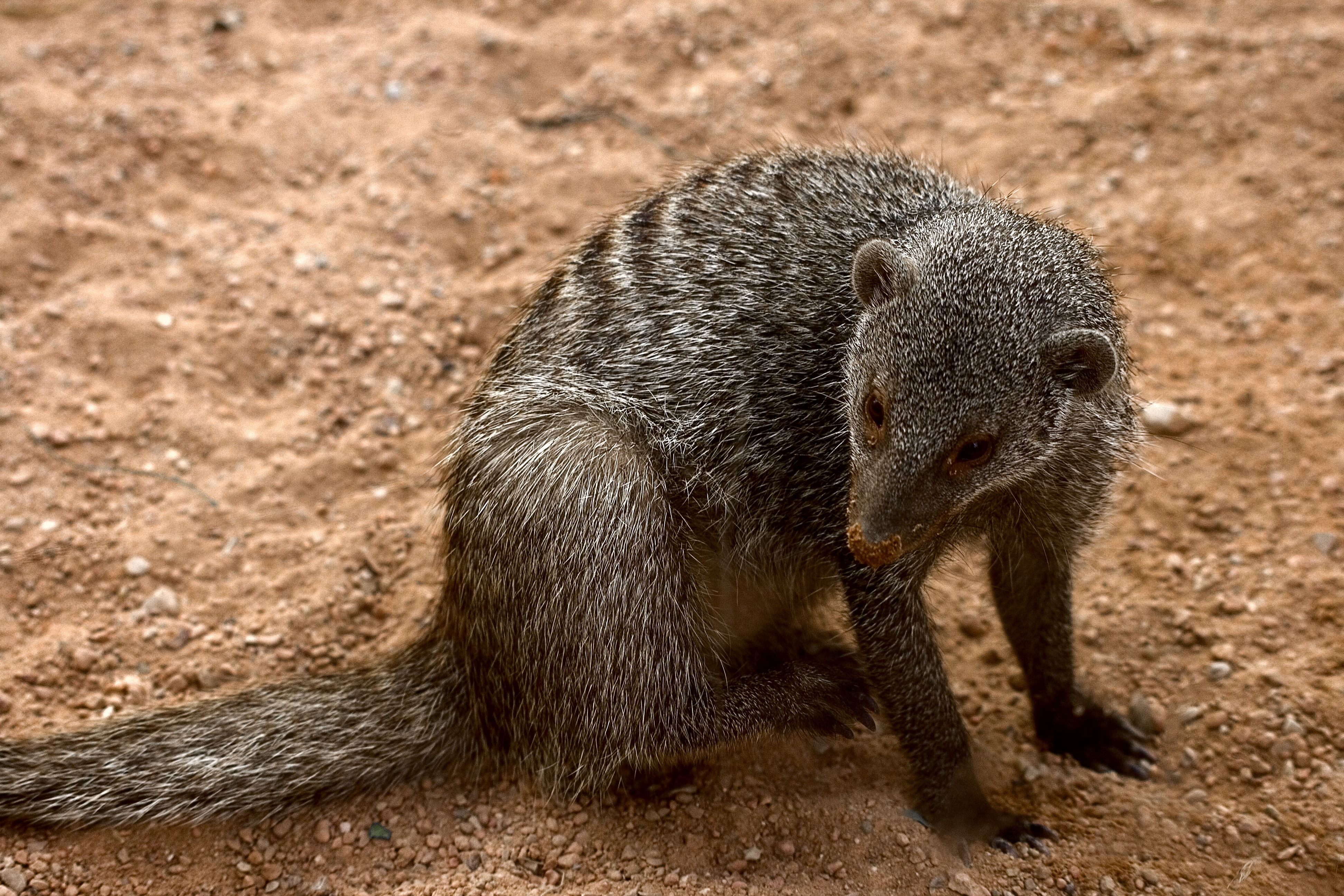
Mangusta

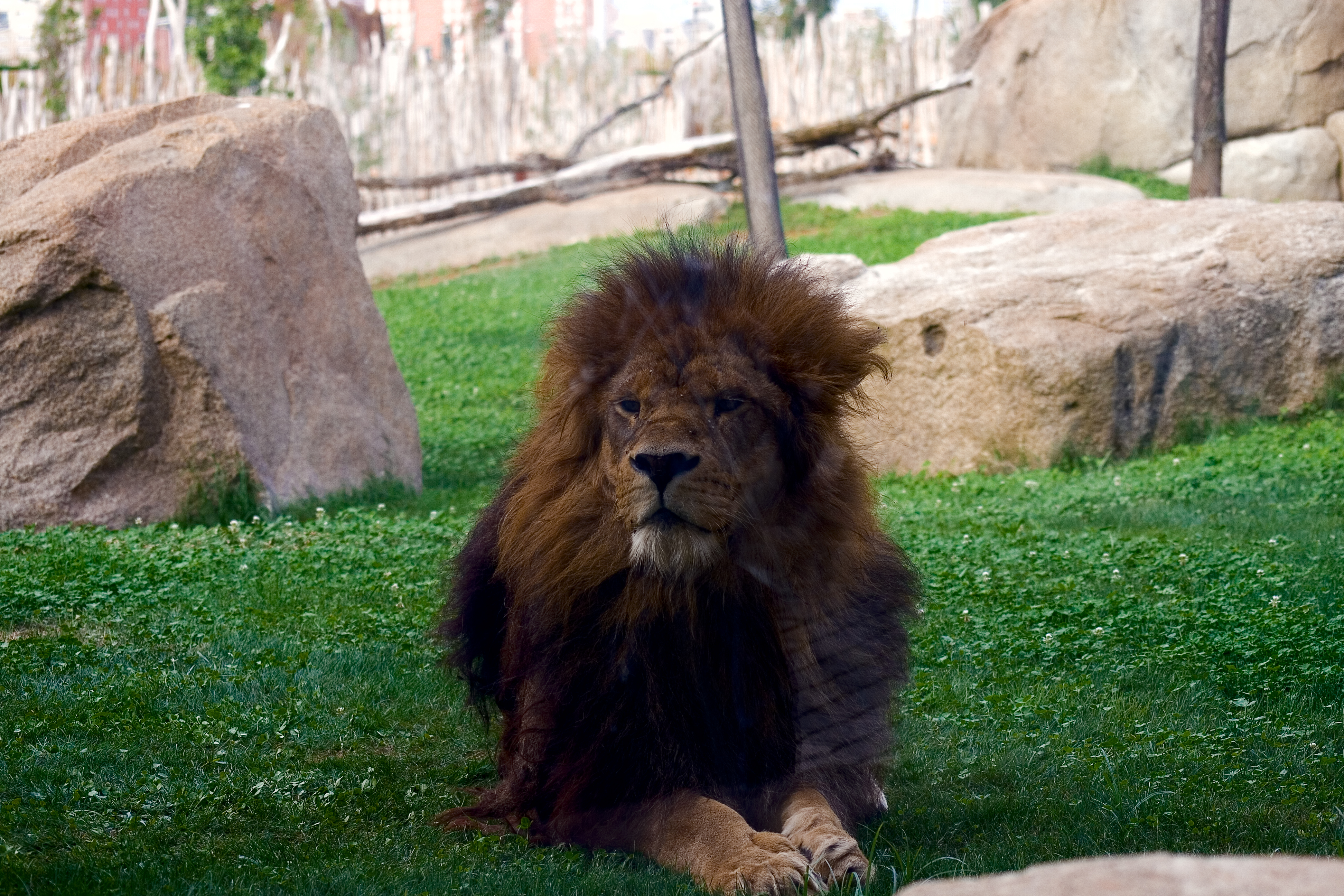
Leone

Nella savana si ergono formazioni rocciose nelle quali gli animali si adattano per vivere. In una voliera vivono molti uccelli con mammiferi adattati alle rocce e da dietro una vetrata di cristallo si possono osservare un gruppo di leoni dell'Angola provenienti dallo zoo di Lisbona. Fuori dalla voliera, si trova un gruppo di manguste striate. Il 10 marzo 2020 arrivò Lubango, un maschio di leone dell'Angola di 8 anni proveniente dallo zoo di Lisbona al quale si è unito al branco di quattro femmine formato da Luana, Sortuda, Tata e Shanga, quest'ultima nata al Bioparc Valencia. Ospitava anche Calypso, l'unico saltarupi in Europa e nato nel 1996 nello zoo di Francoforte (Germania) e arrivato nel 2008 dove conviveva nella voliera con gli iraci e una moltitudine di uccelli. Purtroppo il 30 dicembre 2022 Calypso morì per l'età di 26 anni.
- Storno dal petto dorato (Lamprotornis regius)
- Storno purpureo (Lamprotornis purpureus)
- Storno superbo (Lamprotornis superbus)
- Storno splendido (Lamprotornis splendidus)
- Vescovo arancio (Euplectes orix)
- Colomba della Guinea (Columba guinea)
- Turaco guancebianche (Tauraco leucotis leucotis)
- Faraona crestata (Guttera pucherani pucherani)
- Occhione del capo (Burhinus capensis)
- Ibis hadada (Bostrychia hagedash)
- Umbretta (Scopus umbretta) ESB
- Cicogna di Abdim (Ciconia abdimii) ESB
- Bucero coronato (Tockus alboterminatus)
- Bucero di Von der Decken (Tockus deckeni) ESB
- Irace del capo (Procavia capensis) ESB
- Mangusta striata (Mungos mungo)
- Leone dell'Angola (Panthera leo bleyenberghi)
- Saltarupi (Oreotragus oreotragus saltatrixoides)

#### Savana secca

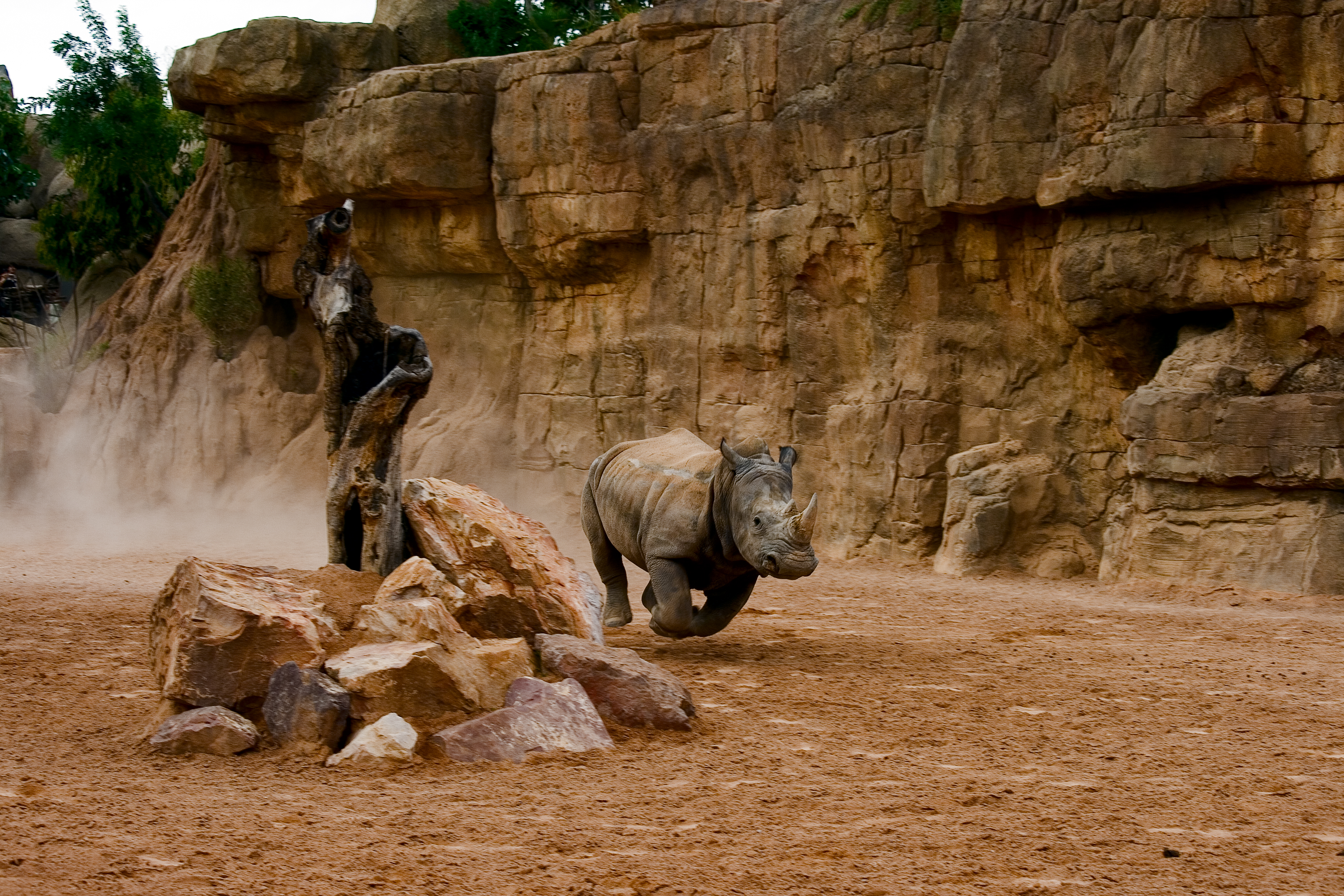
Rinoceronte che corre

##### Samburu

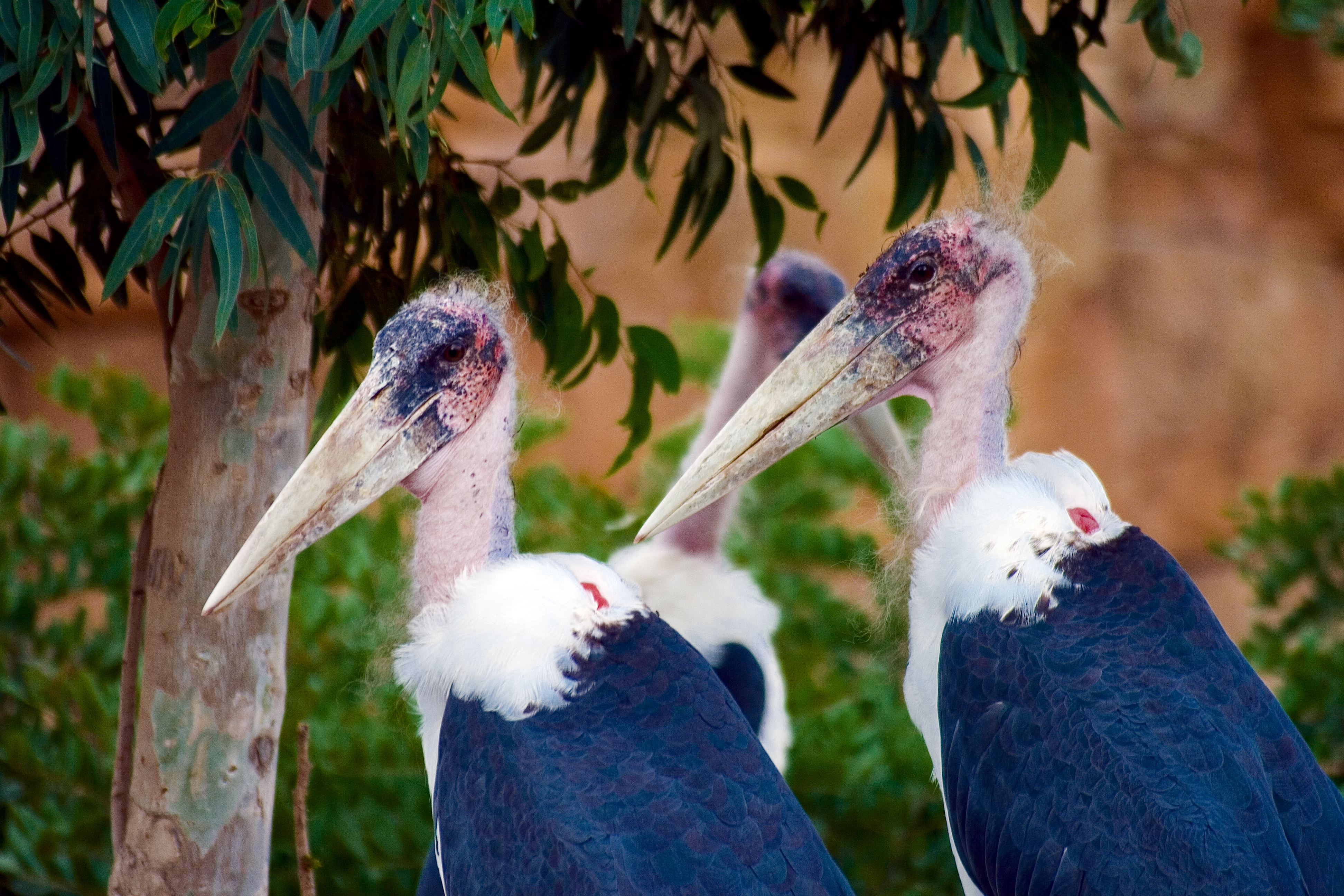
Marabù africano

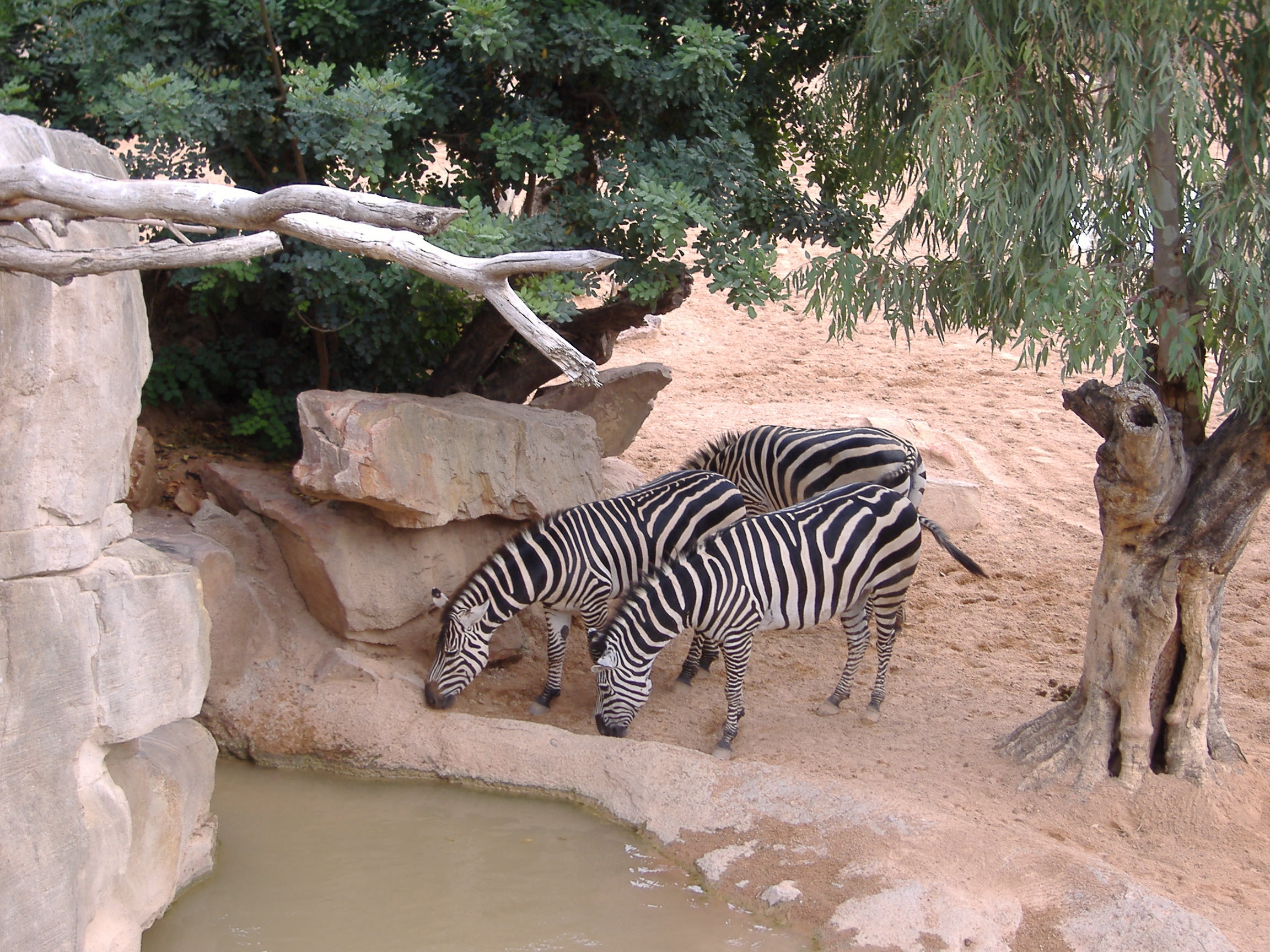
Gruppo di zebre

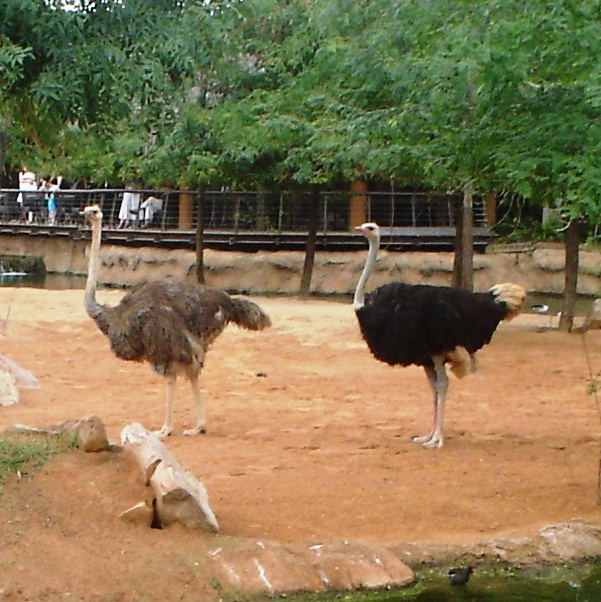
Coppia di struzzi australi

Le scalette d'acqua del parco Samburu permettono di ricreare un gruppo di riproduttori di rinoceronti Bianchi, accompagnati da zebre, eland e struzzi. Nella parte alta, ha fatto il nido una coppia di marabù. Separato, rispetto al resto dei rinoceronti, vive Romulo, il vecchio rinoceronte maschio di Viveros, che presenta gravi disturbi comportamentali, originati dalle ridotte dimensioni del recinto in cui viveva precedentemente. Poco a poco, la sindrome si sta curando. Il 20 dicembre 2022 il Bioparc Valencia ha accolto due femmine di zebra di Hartmann, provenienti dallo Zoo di Dvůr Králové con la partecipazione al Programma Europeo (EEP). Per fare ciò è stato necessario effettuare un cambio di specie, trasferendo il gruppo di zebre di Grant nel Parco Natura di Maiorca. Il 5 dicembre 2023 il parco accolse due femmine di struzzi nordafricani (Struthio camelus camelus) provenienti dallo Zoobotánico de Jerez e nel 29 dicembre dello stesso anno vengono accolti un maschio e tre femmine di rinoceronte bianco meridionale per completare il gruppo riproduttivo e rafforzare il loro impegno nel progetto internazionale di conservazione di questa specie in via di estinzione. Il 4 febbraio 2025 è arrivato un giovane maschio di struzzo nordafricano di nome Echo proveniente dal Tiergarten Schönbrunn (Vienna).  
- Ibis sacro (Threskiornis aethiopicus)
- Marabù africano (Leptoptilos crumenifer) ESB
- Struzzo australe (Struthio camelus australis)
- Struzzo nordafricano (Struthio camelus camelus)
- Rinoceronte bianco (Ceratotherium simum simum) EEP
- Zebra di Hartmann (Equus zebra hartmannae)
- Antilope alcina (Taurotragus oryx)

##### Il sottosuolo della savana

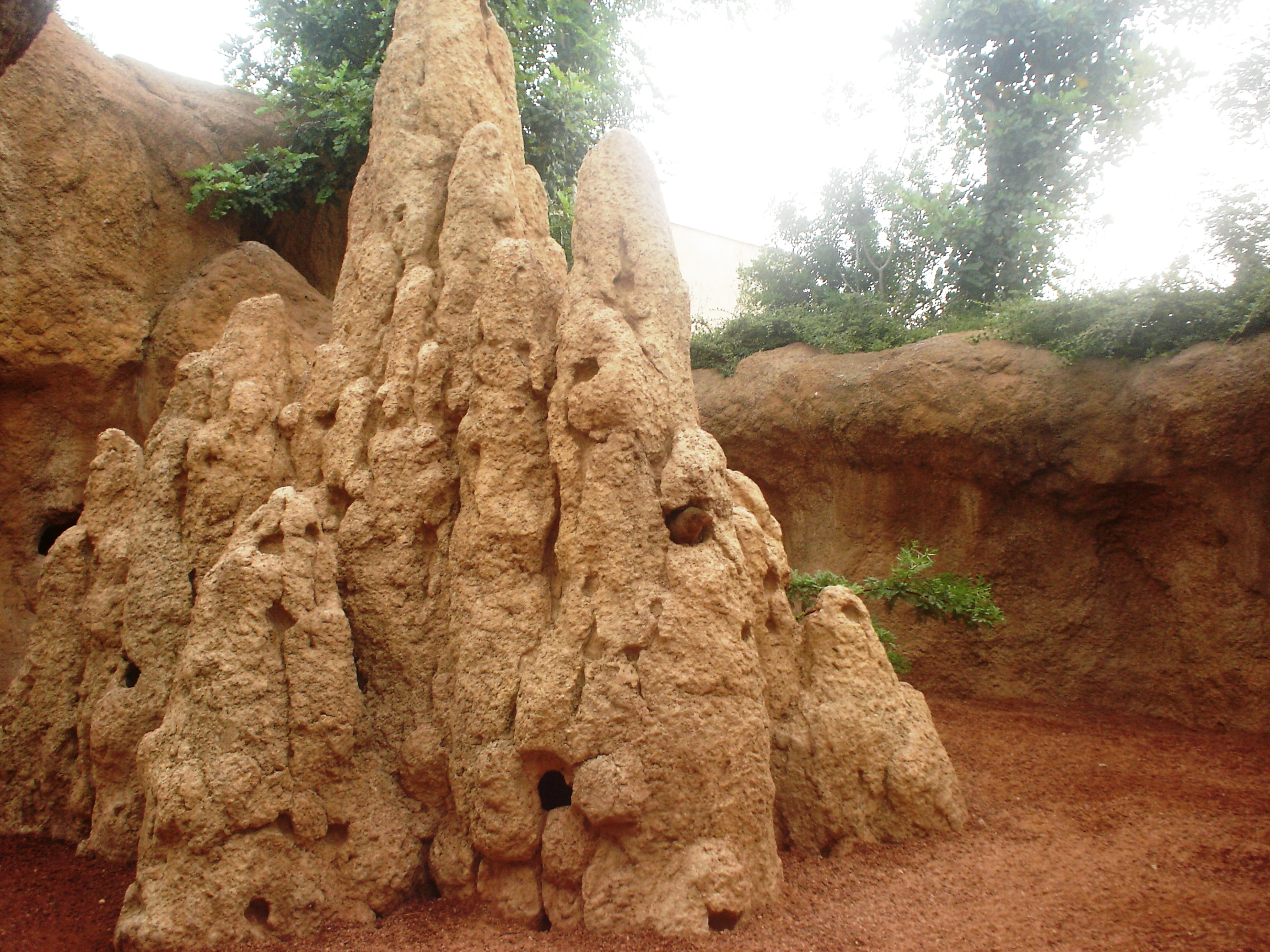
Termitaio

Gli enormi termitai di Macrotermes natalensis costituiscono la base attorno alla quale si stabiliscono diverse altre specie animali. I termitai del Bioparc ospitano una grande quantità di animali che vivono, o sottoterra, o lo usano come riparo, o come fonte di alimento. Così, le iene osservano le loro prede, gli istrici, gli otocioni e gli oritteropi ci dormono dentro durante la giornata, mentre i facoceri vanno a cercare alimento, e al tramonto prendono il loro posto, inoltre una vasta comunità di roditori hanno stabilito le loro colonie all'interno degli stessi termitai. Tra questi, si distaccano gli eterocefali glabro, che sono organizzati in una società simile a quella delle termiti. Nel 2023 il parco ha accolto una coppia di iene striate   provenienti dalla Francia, il maschio Max, di 13 anni proveniente dallo Zooland-Park (La Teste) e la femmina Handy, di circa 2 anni, si sono trasferiti da La Haute Touche (Obterre). Il 5 luglio 2023 sono stati accolti una nuova coppia di facoceri, una femmina di di nome Kwini, di 15 mesi proveniente dallo Zoo di Osnabrück (Germania); un maschio, di 2 anni che si chiama Zaccaria e proveniente dallo zoo di Zlin Lešná (Repubblica Ceca) il quale il 20 dicembre dello stesso anno hanno avuto i loro primi cuccioli. Il 10 gennaio 2025 il Bioparc Valencia è l'unico in Spagna ad ospitare una coppia di toporagni elefanti dalle orecchie corte mentre il 4 aprile sono stati accolte due femmine di otocione provenienti dal parco Beekse Bergen (Hilvarenbeek, Paesi Bassi).
- Varano del Nilo (Varanus niloticus)
- Topo spinoso del Cairo (Acomys cahirinus)
- Ratto gigante africano (Cricetomys gambianus)
- Eterocefalo glabro (Heterocephalus glaber)
- Istrice (Hystrix africaeaustralis)
- Oritteropo (Orycteropus afer) ESB
- Mangusta nana comune (Helogale parvula undulatus)
- Iena maculata (Crocuta crocuta) ESB
- Iena striata (Hyaena hyaena) EEP
- Toporagno elefante dalle orecchie corte (Macroscelides proboscideus)
- Otocione (Otocyon megalotis megalotis) ESB
- Facocero (Phacochoerus africanus) ESB

## Servizi
I visitatori hanno a disposizione un ristorante, un punto di ristoro, due negozi di regali e souvenir, una sala cinematografica dove passano le informazioni riguardo a quello che si offre e come si organizza il Bioparc. Oltre a questi, un grande anfiteatro all'aperto ospita delle esibizioni di uccelli e mammiferi più volte al giorno.